# Vzácnost
Vzácnost je nízká omezená dostupnost komodity s tržní hodnotou. Výše vzácnosti určuje hodnotu statku, jež je v prostředí v menším množství, než je po ní poptávka.

## Koncept
Vzácnost vyjadřuje rozdíl mezi konečným množstvím dané komodity a teoreticky nekonečnými lidskými potřebami. Na Zeměkouli vždy bude méně zdrojů, než je lidstvo teoreticky schopno využít.
Pro uspokojení nekonečných potřeb konečnými zdroji je potřeba přistoupit na kompromisy. Vzácné statky lze redistribuovat podle jejich aktuální potřeby například za pomocí obchodu.
Statky mohou být:
1. Volné, jež se v prostředí vyskytují ve větším množství, než jsou lidé ochotni koupit.
2. Vzácné (ekonomické), kterých je méně než jsou lidé ochotni spotřebovat, a proto je s nimi potřeba účelně hospodařit.

## Vzácné statky
Vzácné, neboli ekonomické statky, mají více poptávky než nabídky. To ekonomicky tvoří jejich cenu, za kterou jsou lidé ochotni zaplatit. Aby byl statek vzácný, musí být užitečný a omezený. Například lednice, jež by obvykle byla vzácným statkem, není na Antarktidě užitečná, a proto ani není vzácná. Naopak vzduch je na vesmírné stanici je nejen užitečný, ale i omezený, je tedy vzácným statkem.
Vzácnost se podle původu dělí na poptávkovou, nabídkovou a strukturální.
- Poptávkově vyvolaná vzácnost vzniká ve chvíli, kdy se populace nebo poptávka po zdroji zvyšuje, ale nabídka neroste dostatečně rychle, nebo zůstává stále stejná.
- Nabídkově vyvolaná vzácnost vzniká, když je celková nabídka příliš nízká na celkový objem poptávky.
- Strukturální vzácnost je dána vlastnostmi daného prostředí, například v případě války nebo zemí s omezeným přístupem k pitné vodě.[2]

## Volné statky
Opakem vzácných statků jsou volné statky. Je jich v daném prostředí více, než jsou lidé schopni spotřebovat a tedy nejsou za ně ochotni zaplatit. Volné statky ale stále mohou být užitečné. Jako příklad se nejčastěji uvádí vzduch v atmosféře nebo písek na poušti.